# ایستگاه راه‌آهن چزنت
ایستگاه راه‌آهن چزنت (انگلیسی: Cheshunt railway station) جزئی از راه‌آهن سراسری انگلستان و متروی زمینی لندن است.
این ایستگاه که در شهرک چزنت واقع شده در سال ۱۸۴۶ افتتاح شده و در اکتبر ۱۸۹۱ پس از ساخت ایستگاه جدید نقل مکان داده شده‌است.

## نگارخانه

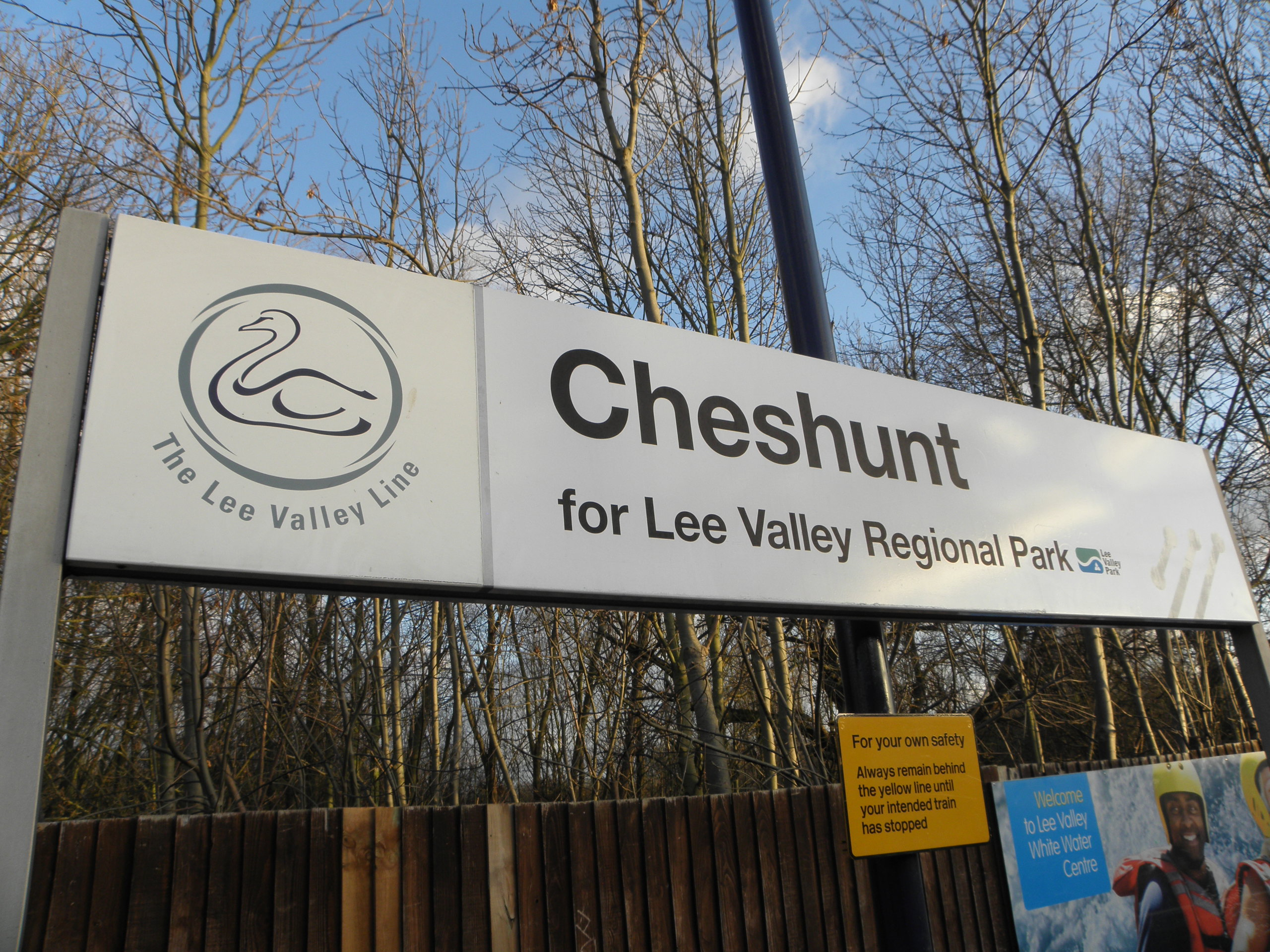
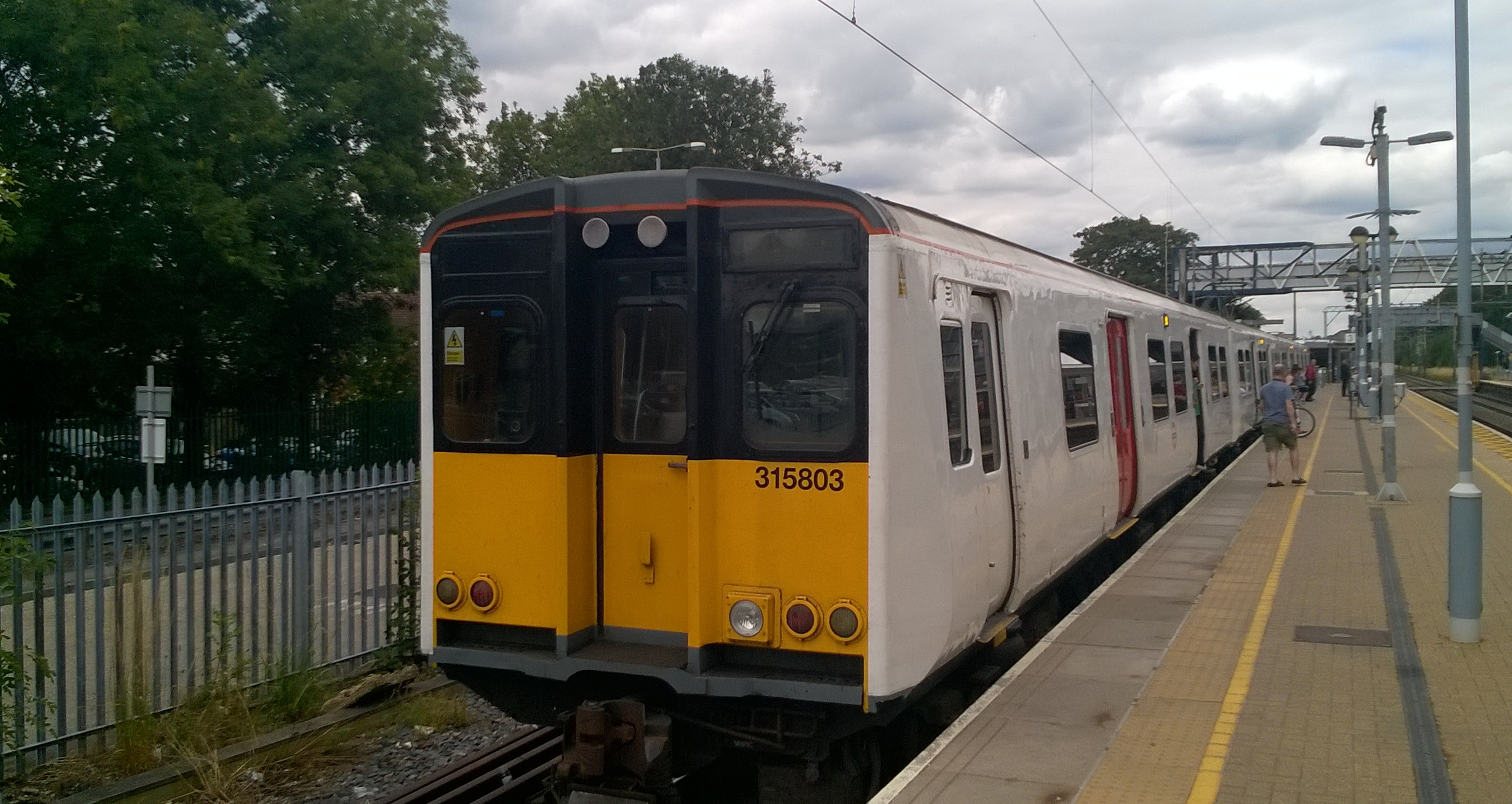
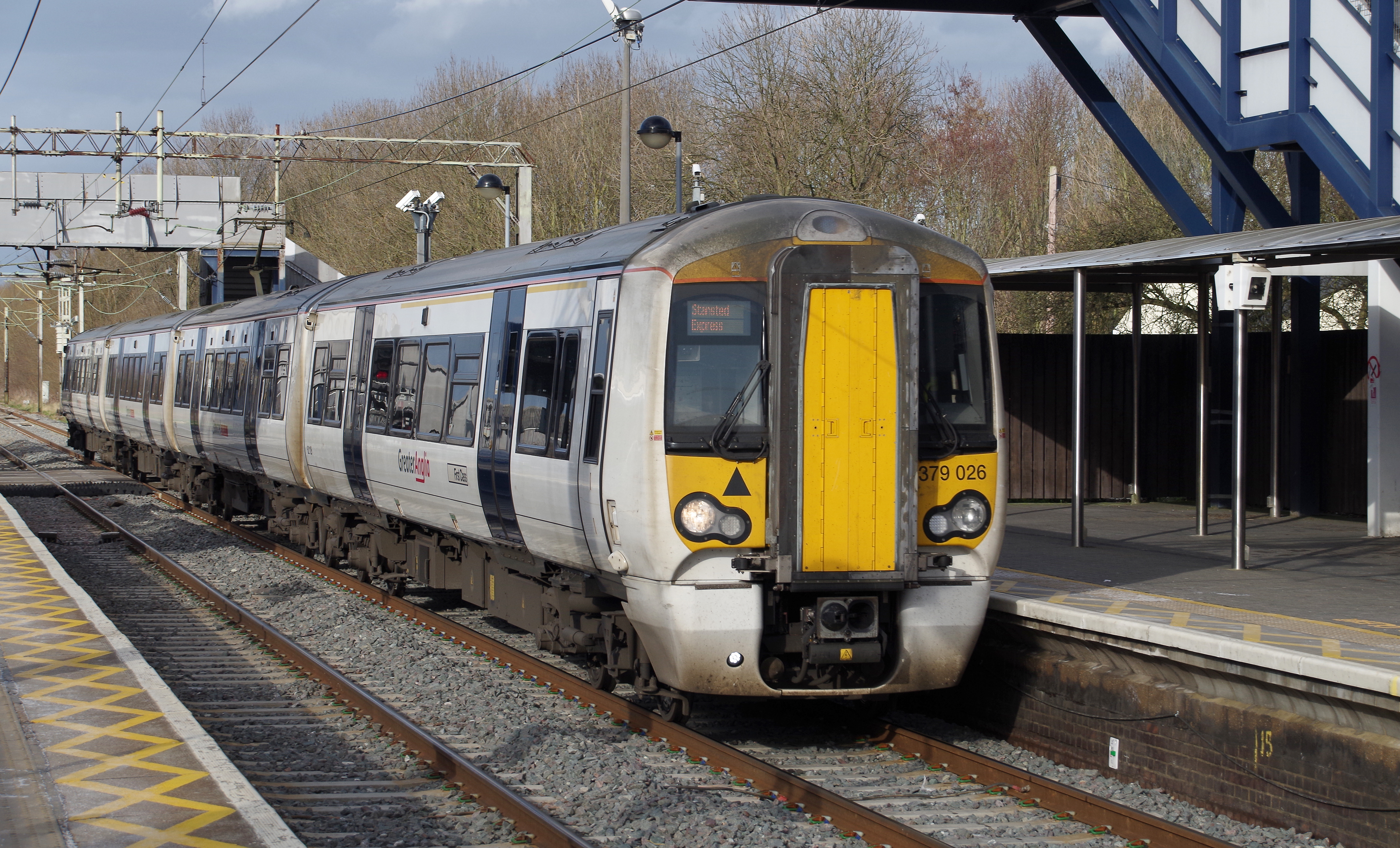
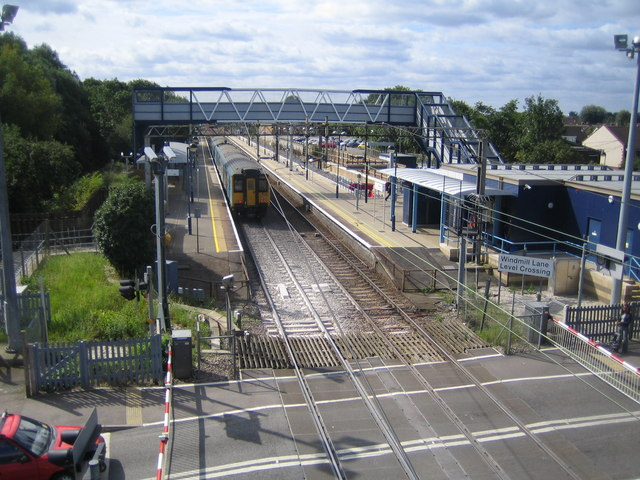